# Dallas-Fort Worth Film Critics Association Awards 2015
La 21ª edizione dei Dallas-Fort Worth Film Critics Association, annunciata il 14 dicembre 2015, ha premiato i migliori film usciti nel corso dell'anno.

## Vincitori
A seguire vengono indicati i vincitori, in grassetto.

### Miglior film
1. Il caso Spotlight (Spotlight), regia di Tom McCarthy
2. Revenant - Redivivo (The Revenant), regia di Alejandro González Iñárritu
3. Carol, regia di Todd Haynes
4. Sicario, regia di Denis Villeneuve
5. Mad Max: Fury Road, regia di George Miller
6. La grande scommessa (The Big Short), regia di Adam McKay
7. Sopravvissuto - The Martian (The Martian), regia di Ridley Scott
8. Room, regia di Lenny Abrahamson
9. The Danish Girl, regia di Tom Hooper
10. Brooklyn, regia di John Crowley

### Miglior regista
1. Alejandro González Iñárritu - Revenant - Redivivo (The Revenant)
2. Tom McCarthy - Il caso Spotlight (Spotlight)
3. George Miller - Mad Max: Fury Road
4. Todd Haynes - Carol
5. Denis Villeneuve - Sicario

### Miglior attore
1. Leonardo DiCaprio - Revenant - Redivivo (The Revenant)
2. Michael Fassbender - Steve Jobs
3. Eddie Redmayne - The Danish Girl
4. Matt Damon - Sopravvissuto - The Martian (The Martian)
5. Johnny Depp - Black Mass - L'ultimo gangster (Black Mass)

### Miglior attrice
1. Brie Larson - Room
2. Cate Blanchett - Carol
3. Saoirse Ronan - Brooklyn
4. Charlotte Rampling - 45 anni (45 Years)
5. Carey Mulligan - Surragette a pari merito con Charlize Theron - Mad Max: Fury Road

### Miglior attore non protagonista
1. Paul Dano - Love & Mercy
2. Mark Rylance - Il ponte delle spie (Bridge of Spies)
3. Tom Hardy - Revenant - Redivivo (The Revenant)
4. Idris Elba - Beasts of No Nation
5. Benicio del Toro - Sicario

### Miglior attrice non protagonista
1. Rooney Mara - Carol
2. Alicia Vikander - Ex Machina
3. Kate Winslet - Steve Jobs
4. Alicia Vikander - The Danish Girl
5. Jennifer Jason Leigh - The Hateful Eight

### Miglior film straniero
1. Il figlio di Saul (Saul fia), regia di László Nemes
2. The Assassin (刺客聶隱娘), regia di Hou Hsiao-hsien
3. È arrivata mia figlia! (Que Horas Ela Volta?), regia di Anna Muylaert
4. Mustang, regia di Deniz Gamze Ergüven
5. Goodnight Mommy (Ich seh, Ich seh), regia di Veronika Franz e Severin Fiala

### Miglior documentario
1. Amy, regia di Asif Kapadia
2. The Look of Silence, regia di Joshua Oppenheimer
3. The Wolfpack, regia di Crystal Moselle
4. Going Clear - Scientology e la prigione della fede (Going Clear: Scientology and the Prison of Belief), regia di Alex Gibney
5. The Hunting Ground, regia di Kirby Dick

### Miglior film d'animazione
1. Inside Out, regia di Pete Docter e Ronnie del Carmen
2. Anomalisa, regia di Charlie Kaufman e Duke Johnson

### Miglior fotografia
1. Emmanuel Lubezki - Revenant - Redivivo (The Revenant)
2. Edward Lachman - Carol

### Miglior sceneggiatura
1. Tom McCarthy e Josh Singer - Il caso Spotlight (Spotlight)
2. Emma Donoghue - Room

### Miglior colonna sonora
1. Bryce Dessner, Ryūichi Sakamoto e Alva Noto - Revenant - Redivivo (The Revenant)
2. Ennio Morricone - The Hateful Eight

### Russell Smith Award
- Tangerine per il miglior film indipendente a basso budget